# Akeh
Akeh (ou Ake) est une localité du Cameroun située dans l'arrondissement (commune) de Fundong (Fundong Council), dans le département du Boyo et la Région du Nord-Ouest. 

## Population
Akeh fait partie du pays Kom. Cependant « kom » est devenu le terme générique désignant plusieurs chefferies indépendantes  – outre Akeh, Achain, Ajung, Mbenka, Mbesinaku, Mbueni, Baicham, Baiso et Menjang – conquises par les Kom, le plus souvent sous le règne de Foyn Yuh (1865-1912). La plupart de ces petites chefferies vassales comptaient moins de 400 personnes.
On y parle un dialecte du kom, une langue des Grassfields du groupe Ring.
Lors du recensement natiobnal de 2005, Akeh comptait 3 098 habitants.
Une étude locale de 2012 estime la population à 10 500 personnes, dont 6 500 femmes et 4 000 hommes .

## Géographie
Akeh est un village où se trouve la cascade d'Akeh, un don de la nature permettant à sa modeste population villageoise de s'y retrouver pour des moments de détente .

## Environnement
Akeh fait partie de la zone montagneuse et forestière connue sous le nom de Kilum-Ijim Forest (en). Un plan de gestion, le Community Forest Management Plan, a été élaboré et adopté par le village.

## Santé publique
Un hôpital privé baptiste, le Akeh Baptist Health Center, est installé dans le village.

## Éducation
Akeh dispose notamment d'un établissement scolaire public de premier cycle, anglophone et d'une école privée chrétienne, le Akeh Baptist College.